# كولكة رش سفلي
كولكة رش سفلي هي قرية في مقاطعة سردشت، إيران. عدد سكان هذه القرية هو 26 في سنة 2006.